# کوسه گالاپاگوس
کوسه گالاپاگوس (نام علمی: Carcharhinus galapagensis) نام یک گونه از تیره کوسه‌ماهیان درنده است.